# 구멍 (1960년 영화)
구멍(Le Trou, The Hole)은 이탈리아에서 제작된 자크 베케르 감독의 1960년 범죄, 드라마, 스릴러 영화이다. 미쉘 콘스탄틴 등이 주연으로 출연하였다.

## 출연

### 주연
- 미쉘 콘스탄틴
- 장 케로디
- 필립 르로이
- 레이몽 무니에
- 마르크 미셸

### 조연
- 캐서린 스파크
- 도미니크 자르디

## 제작진
- 원작자: 호세 지오바니
- 프로듀서: Jean Mottet
- 프로듀서: 세르지 실버맨
- 프로듀서: Georges Charlot
- 조연출: 장 베케르
- 음향: Pierre Calvet
- 미술: Rino Mondellini

## 같이 보기
- 사형수 탈출하다